# Leavesden Film Studios
Leavesden Film Studios ligger i Leavesden Park, en stor forretningsdrevet film- og mediepark beliggende i den nordvestlige udkant af London nær Watford. Udover at ligge i grønne områder, råder studiet over egne større friområder, hvor alle filmindustriens behov for plads kan blive opfyldt, bl.a. kan tilbydes 180 graders frit udsyn, som kan være meget nyttig ved udendørs optagelser. 
Studierne er indrettet i den tidligere Rolls-Royce fabrik ved Leavesden Aerodrome, som var et vigtigt produktionssted for fly under 2. verdenskrig. Udover filmene om Harry Potter, er mange af optagelserne til James Bond’s GoldenEye og Die Another Day samt Sleepy Hollow og Star Wars 1 + 2 optaget her.
Området er så stort, at skuespillerne er nødt til, at blive kørt fra deres omklædningsrum til sættet, i golfbiler.